# Wu Tsang
Wu Tsang est une artiste de scène transgenre et qui réalise des œuvres cinématographiques. Son travail explore la communauté queer et transgenre. Elle vit et travaille à Los Angeles.

## Biographie
Wu Tsang est née en 1982 à Worcester, dans le Massachusetts d'une mère suédo-américaine et d'un père chinois. Elle étudie les arts plastiques à l'École de l'Art Institute of Chicago et obtient un diplôme de maîtrise à Université de Californie à Los Angeles. Wu Tsang se considère comme représentante du mouvement transgenre dans l'art et s'identifie en tant que « transféminine » et « transguy ». Wu Tsang a enseigné la théorie de l'art au Vermont College of Fine Arts (en).

## Travail artistique
Le travail de Wu Tsang comprend l'installation, la performance, la réalisation des films, l'organisation d'événements, et l'organisation communautaire. Wu Tsang s'intéresse à la notion d'espace privé et public et aux safe spaces, comme lieu d'empowerment pour les communautés marginalisées.
Lors de sa première exposition personnelle à New York  en 2011, Wu Tsang présente le film Damelo Todo, adapté d'une nouvelle de Raquel Gutierrez. Le film narre l'histoire d'un adolescent qui arrive à Los Angeles en 1985 pour échapper à la guerre civile qui sévit dans son pays natal, le Salvador. Le jeune homme trouve refuge dans un bar transgenre où il se lie d'amitié avec les clients. Il monte sur scène et donne des shows.
En 2012, Wu Tsang réalise et produit un documentaire, Wildness, sur le Silver Platter, bar transgenre à Los Angeles. Wu Tsang écrit le scénario avec Roya Rastegar. Le film est présenté au MoMA Documentary Fortnight à New York puis à des festivals au Canada, aux États-Unis et au Chili. Depuis 1963, le Silver Platter est fréquenté par une communauté LGBT majoritairement latino. Wildness suit un groupe de jeunes artistes qui présentent une performance hebdomadaire dans ce bar. Le film montre deux communautés LGBT, questionne les notions de communauté, d'espace et de propriété. Dans un entretien, Wu Tsang décrit la façon dont les personnes transgenres, de couleur et queer sont souvent représentées avec des stéréotypes. Wy Tsang propose une autre vision de ces communautés.
En 2012, à la Whitney Biennal, Wu Tsang crée une installation artistique appelée Green Room. Cette œuvre est un espace privé avec des meubles spécifiques qui servent de vestiaires pour les participants de la biennale pendant les performances. Pendant les périodes sans performance, l'espace est ouvert aux visiteurs à la fois en tant que salon et œuvre d'art.
Son film Duilian (2016) concerne Qiu Jin, une poétesse, féministe, révolutionnaire et héroïne chinoise, née en 1875. Wu Tsang filme la relation de Qiu Jin avec son amie, la calligraphe Wu Zhiying (jouée par Wu Tsang). Cet aspect de sa vie privé est peu connu. En préparant ce film, Wu Tsang découvre que certains poèmes de Qiu Jin n'ont pas été traduits du chinois. Wu Tsang les fait traduire en anglais et les a réécrits avec boychild, l'actrice qui incarne Qiu Jin dans le film.

## Liste de projets
- We Hold Where Study (2017)
- Duilian (2016)[12],[13]
- You're Dead to Me (2013)[14]
- Wildness (2012)
- Mishima in Mexico (2012)[15]
- Tied and True (2012)[16]
- Green Room (2012)[2]
- Damelo Todo (2011)
- Breakdown (2013)[17]
- For how we perceived a life (Take 3) (2012)[8]
- P.I.G. (Politically Involved Girls) (2012)[5]
- Full Body Quotation (performance à Performa 11) (2011)[6]
- Shape of a Right Statement (2008)[18]
- You're Dead to Me (2014)[19]
- Pilot TV (2004)[5]

## Récompenses
- 2018 : Bourse MacArthur[20]
- 2016 : Guggenhein Memorial Foundation, fellow[21]
- 2014 : Imagen Award, Meilleur court métrage[3].
- 2013 : Foundation for Contemporary Arts[22].
- 2012 : Outfest, Grand prix de jury pour un documentaire[23],[24].
- 2011 : Louis Comfort Tiffany Foundation, Prix biennial[25].